# Benedikt Sebastian

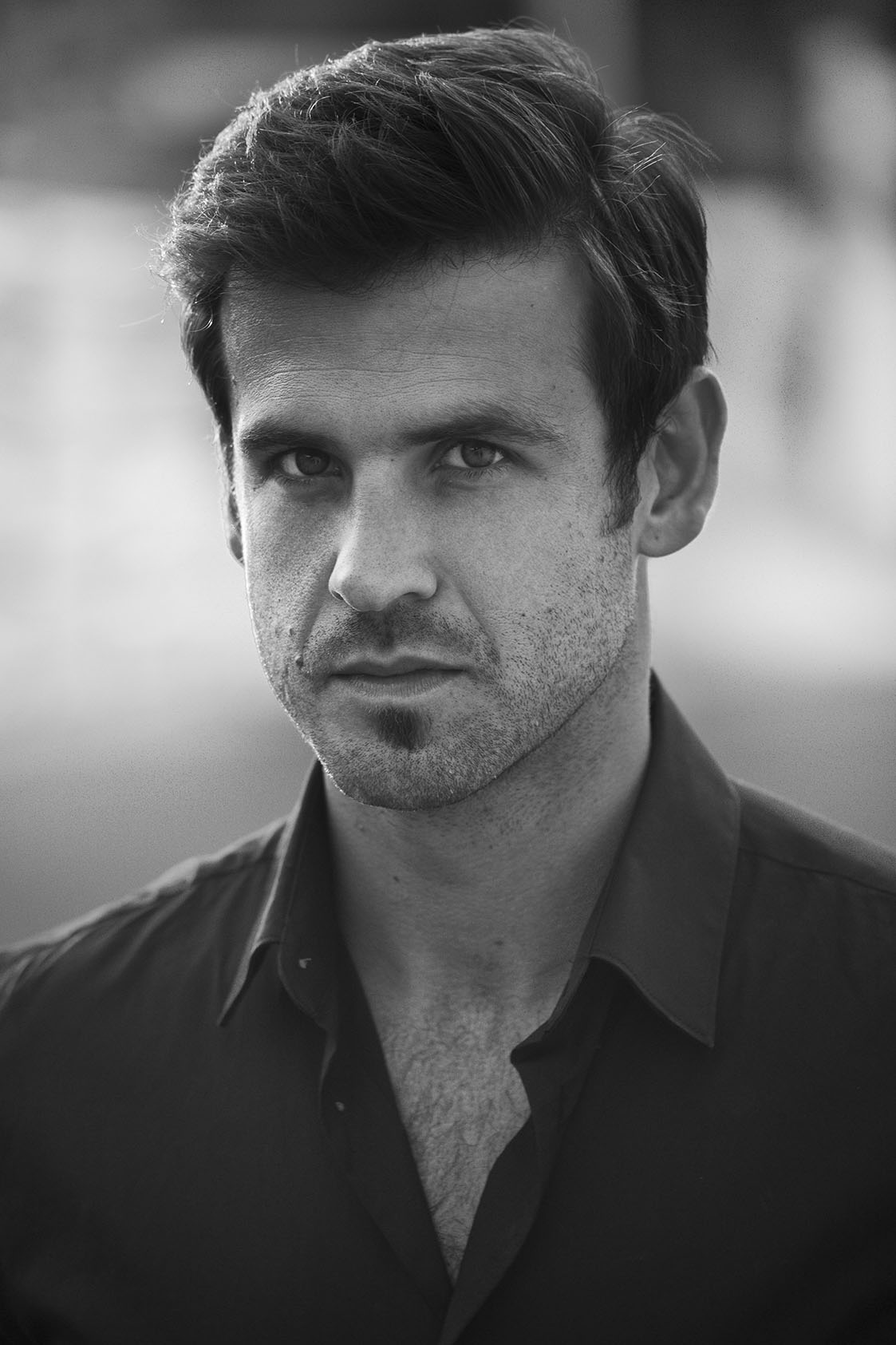
Benedikt Sebastian (2016)

Benedikt Sebastian (* 30. Juni 1989 in Mbombela, Mpumalanga) ist ein südafrikanischer Schauspieler, Drehbuchautor, Filmemacher, Musiker und Grafikdesigner.

## Leben
Sebastian wurde am 30. Juni 1989 in Mbombela als Sohn der südafrikanischen Schriftstellerin und Dramatikerin Engemi Ferreira (1943–2019) und ihrem Ehemann Johann Jordaan geboren. Er studierte kreatives Schreiben am Emerson College im Vereinigten Königreich und am SA Writers College in Südafrika. 2019 schloss er sein Studium an der Universität Kapstadt mit dem Master in kreativem Schreiben ab. Außerdem hat er den Bachelor of Arts in visueller Kommunikation.
2015 wurde er für das beste Drehbuch für eine Web-Serie für den Muse Award der Writer's Guild of South Africa nominiert. Seit 2015 tritt er als Schauspieler in Erscheinung. Überwiegend schauspielert er in Kurzfilmen. Seine erste Rolle hatte er 2015 in der Fernsehserie Suidooster. In der deutschen Filmproduktion Robin – Watch for Wishes übernahm er eine Nebenrolle. 2020 hatte er in Battle Star Wars – Die Sternenkrieger eine der Hauptrollen als Weltall-Paladin Denz inne.

## Filmografie (Auswahl)

### Schauspiel
- 2015: Suidooster (Fernsehserie)
- 2016: Modder en bloed
- 2016: Jongo (Fernsehserie, 3 Episoden)
- 2016: Hum (Kurzfilm)
- 2016: Funny Enough
- 2016: Jamillah and Aladdin (Fernsehserie, 2 Episoden)
- 2017: The Unconscious Mind (Kurzfilm)
- 2017: Krotoa
- 2017: America: Promised Land (Fernsehserie, Episode 1x01)
- 2017: Teach a Man to Fish (Kurzfilm)
- 2017: Van der Merwe
- 2017: Na Maloom Afraad 2
- 2017: About Time (Kurzfilm)
- 2017: Foxtrot Alpha (Kurzfilm)
- 2017: The Park (Fernsehfilm)
- 2018: Robin – Watch for Wishes
- 2018: Brothers (Kurzfilm)
- 2018: Poppy: Time is Up (Kurzfilm)
- 2018: The Dip Run
- 2018: EBEN: That's Alright (Kurzfilm)
- 2019: Betrayed (Fernsehserie, Episode 3x10)
- 2019: The Kick-Off (Kurzfilm)
- 2019: Murder for Hire (Fernsehserie, 2 Episoden)
- 2019: Be the One (Kurzfilm)
- 2019: Last Round (Kurzfilm)
- 2020: The Lost Recursion
- 2020: Coming Over (Kurzfilm)
- 2020: Battle Star Wars – Die Sternenkrieger (Battle Star Wars)
- 2020: Lloyd (Kurzfilm)
- 2020: Evanesced (Kurzfilm)
- 2020: Scorched Sea (Kurzfilm)
- 2020: Lucid (Kurzfilm)
- 2020: Jackie Robinson Table Read Documentary: The Social Distance Activity (Dokumentation)
- 2020: Independence of Japan
- 2021: Wild West Chronicles (Fernsehserie, Episode 1x02)
- 2021: Eye Without a Face
- 2021: Cold Highway
- 2021: Earth Eclipsed (Fernsehserie, Episode 1x01, Sprechrolle)
- 2021: Nociva (Kurzfilm)
- 2021: 1 Screw 1 Minute (Kurzfilm)
- 2021: Station to Station
- 2021: The Birthmark Killer
- 2021: Hellhole (Kurzfilm)
- 2021: Drive Less Earn More (Kurzfilm)
- 2022: The Woods (Kurzfilm)
- 2022: Upload (Kurzfilm)
- 2022: The Allnighter

### Drehbuch
- 2017: About Time (Kurzfilm)
- 2019: Last Round (Kurzfilm) (auch Produktion)
- 2020: Scorched Sea (Kurzfilm)